# П'єтро Скотті

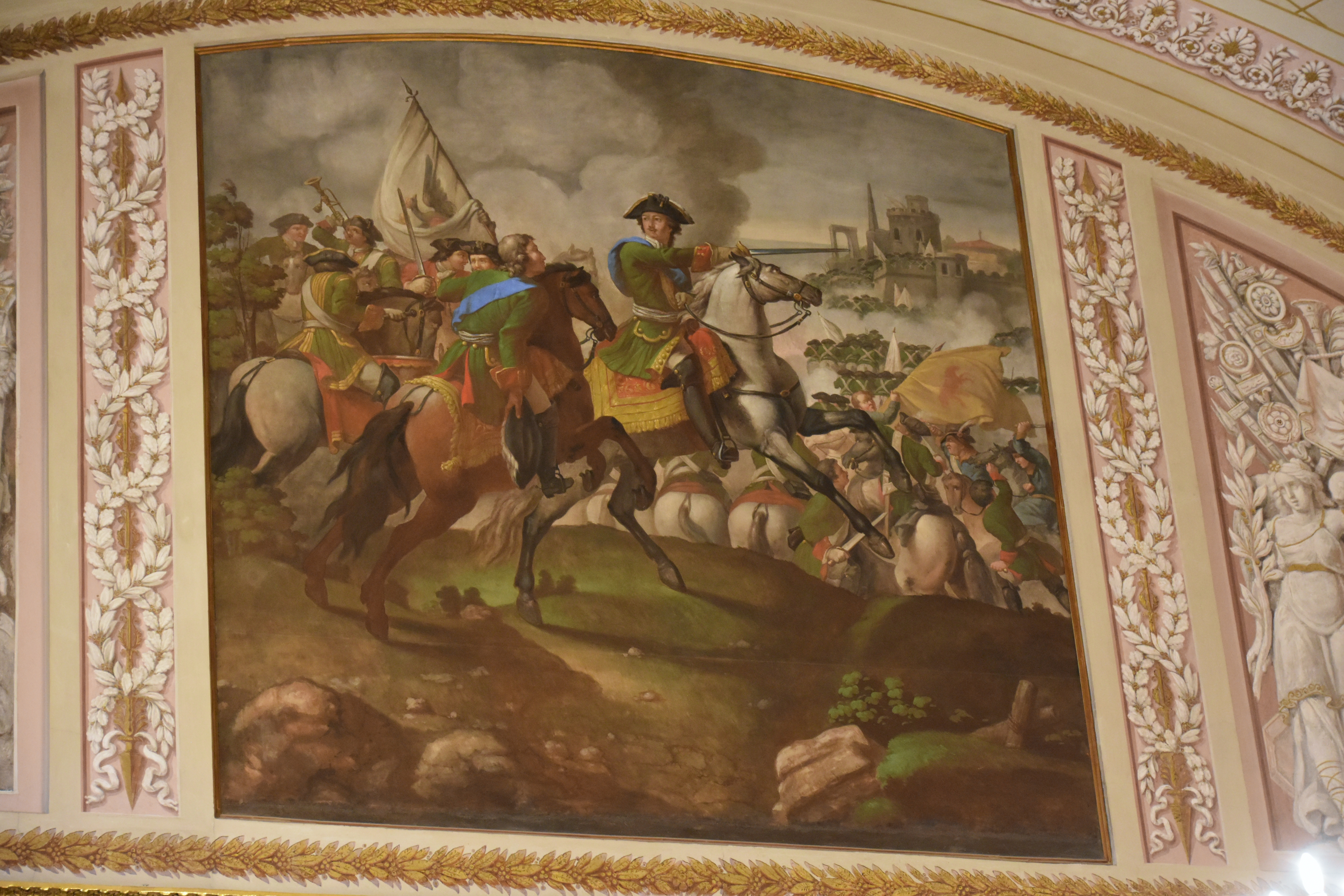

П'єтро (Петро Іванович) Скотті (італ. Pietro Scotti; 1768—1838) — італійський художник XVIII–XIX століття; майстер перспективного й монументально-декоративного живопису.
П'єтро Скотті народився 21 вересня (2 жовтня) 1768 року. Разом зі своїм сином Карлом (не варто плутати з повним тезкою, який народився 1747 року), він займався живописом у різних містах Італії, а потім вони обоє приїхали до столиці Російської імперії міста Санкт-Петербург, де займалися, між іншим, прикрасою Михайлівського палацу та виготовленням театральних декорацій.
Імператор Павло I отримав від них зроблені ними копії із ватиканських фресок Рафаеля.
1794 року П. Скотті вступив до Імператорської академії мистецтв «для вивчення класу живопису водяними фарбами, перспективної архітектури, арабесків й інших внутрішніх прикрас»; служив він «без виплат, але з пристойною для проживання квартирою і пропорційною кількістю дров і свічок».
1807 року П'єтро Скотті був визнано призначеним в академіки з перспективного живопису за представлену ним картину.
Скотті брав участь в оформленні Катерининської церкви при Катерининському інституті у місті Санкт-Петербурзі.
П'єтро Скотті помер 13 (25) серпня 1838 року.
Його син Карл Скотті згодом став театральним художником в Штутгарті та професором місцевої Академії; там же він і помер.